# Kunda kultúra
A kunda kultúra régészeti kultúra (i. e. 8500-tól i. e. 5000-ig), amely a swideri kultúrából eredő középső kőkorszaki régészeti kultúra volt, melyet főleg a Baltikum erdős területén élt vadászó-gyűjtögető népcsoportok alkottak. Területe kelet felé Lettországot, a mai Oroszország északi részeit foglalta magába. Nevét az Észtországban található Kunda városáról kapta, ami mintegy 110 kilométernyire keletre fekszik az észt fővárostól, Tallinntól a Finn-öböl partján. E régészeti lelőhelyen az alaposan feltárt Lammasmäe-domb feltárása során kőkori település maradványai kerültek elő. A legrégebb kunda kultúrához tartozó lelőhely Észtországban Pulli település közelében került elő. A kunda kultúrát a narvai kultúra követte időrendben, akik már kézműves edényeket használtak és az élelmiszer termelés nyomait mutatták.

## Jellemzői
A legtöbb kunda kultúrához tartozó település maradványainak tanulmányozása során a régészek megállapították, hogy ezen kőkori települések jellemző módon erdőszéleken, folyók, illetve tavak, mocsarak mentén települtek. A vapitik vadászata igen jelentős méreteket öltött, melyet feltehetően a vadászatot segítő, háziasított kutyák segítségével hajtottak végre. A tengerparti vidékeken a fókavadászat jelei is megmutatkoznak. Csukák és további édesvízi halak kifogása jellemezte e korszak horgászatát. Gazdag csont-, valamint agancsművesség alakult ki, főleg a horgászati eszközök kialakítása céljából. Eszközeiket főleg egyszerű geometriai motívumokkal díszítették, amely nélkülözte a kortárs maglemosei kultúra összetett motívumainak világát, amely kultúra elterjedési területe délnyugatabbra helyezkedett el.

## Eredete
A kunda kultúrában megjelenik egyfajta átmenet a korábbi swideri kultúrából, amelynek területe nagyjából fedésben van a kunda kultúrának elterjedési területével. Az egyik ilyen átmenetet mutató település a Litvániában található Pasieniai 1C elnevezésű lelőhely, ahol mind a késői swideri kultúrából származó jellegzetes kőeszközök, mind pedig a korai kunda kultúrára jellemző használati tárgyak felbukkantak. A kései swideri kultúra idejét a kutatók időszámításunk előtt 7800-7600 közé teszik, a radiokarbon kormeghatározásnak alávetett használati tárgyak elemzése alapján, ami már a boreális kor előszelének számít, amelyet nem követ időbeli kimaradás a kunda kultúra kialakulását illetően. Egyértelműen kijelenthető, hogy a swideri kultúra leszármazottai voltak Észtország legelső lakosai, amint e terület lakhatóvá vált számukra. Más korai swideri csoportokat találni az Urál-hegység legkeletebbi pontjainál.

## Lelőhelyek
- Kunda, Észtország
- Luga, Oroszország
- Pasieniai, Litvánia
- Pulli, Észtország
- Ristola, Finnország
- Velizs, Oroszország
- Zvejnieki, Lettország

## Fordítás
Ez a szócikk részben vagy egészben  a   Kunda culture című angol Wikipédia-szócikk ezen változatának fordításán alapul.  Az eredeti cikk szerkesztőit annak laptörténete sorolja fel. Ez a jelzés csupán a megfogalmazás eredetét és a szerzői jogokat jelzi, nem szolgál a cikkben szereplő információk forrásmegjelöléseként.